# جو كينيدي
جو كينيدي (بالإنجليزية: Goo Kennedy)‏ مواليد 23 أغسطس 1949 في تشارلوت، هو لاعب كرة سلة أمريكي سابق. بدأ مسيرته الاحترافية في سنة 1971. تم اختياره من قبل فريق بورتلاند ترايل بلايزرز خلال الدرافت. بلغ طوله 6 قدم 7 بوصة (2.0 م). اعتزل اللعب في 1978. أحرز خلال مسيرته في الإن بي إيه 2739 نقطة بمعدل 8.2 نقاط في المباراة الواحدة.

## روابط خارجية
- جو كينيدي على موقع إن بي أي (الإنجليزية)
- جو كينيدي على موقع سبورتس رفرنس (الإنجليزية)
- جو كينيدي على موقع كلية كرة السلة في سبورتس رفرنس.كوم (الإنجليزية)
- جو كينيدي على موقع ريلجم (الإنجليزية)
- جو كينيدي على موقع بروبوليرز (الإنجليزية)